# 관하초등학교
관하초등학교는 대한민국 경상북도 청도군 매전면 청려로 3017 (관하리)에 있었던 초등학교이다.

## 연혁
- 1934년 4월 18일 매전공립보통학교 부설 관하간이학교 설립인가
- 1943년 5월 28일 관하공립국민학교로 개교
- 1982년 3월 1일 병설유치원 개원
- 1996년 3월 1일 관하초등학교로 개칭
- 2007년 3월 1일 동산초등학교로 통폐합